# Zoucheng
Zoucheng is een stad in de provincie Shandong van China. Bij de volkstelling van 2020 had de stad 755.941 inwoners. Zoucheng ligt in de prefectuur Jining.